# 2021年チェコ議会下院選挙

各政治勢力の獲得議席

チェコ共和国では2021年10月8日から9日にかけて、現職首相を含む代議院（下院）の全200議席が改選された。2017年の前回選挙以来、チェコでは首相アンドレイ・バビシュ率いるANO 2011と内相ヤン・ハマーチェク率いるチェコ社会民主党 (ČSSD) の少数与党が、2021年4月までボヘミア・モラビア共産党の閣外協力を得つつ政権運営を行ってきた。これに対して、野党は市民民主党が選挙前の最大勢力で、これにチェコ海賊党が続いていた。そのほか、自由と直接民主主義 (SPD) やTOP 09、市長と無所属 (STAN) 、キリスト教民主同盟＝チェコスロバキア人民党 (KDU-ČSL) が選挙前に代議院で議席を得ていた。
バビシュが引き続き党首としてANOを率いたのに対して、主要野党はSPOLUと海賊と市長 (PirStan, PaS) というふたつの選挙連合を結成した。選挙前の世論調査ではANOが最多の支持を得て、これにSPOLUと海賊と市長が続いた。しかし、結果は自由保守主義の政党連合であったSPOLUが最多得票を得て勝利した。ポピュリズムのANOは、過去最多の議席を獲得したが敗北した。どの世論調査も、事前にSPOLUが第一党になることを予測しえなかった。また、今回の下院議員選挙はチェコ共和国史上最も僅差で勝敗が決した。
代議院で過半数を得た野党各党は、SPOLUの代表ペトル・フィアラを新首相とする連立政権の発足で合意した。伝統的な左派政党であったチェコ社会民主党とボヘミア・モラビア共産党は得票率が5%に届かず、1993年のチェコスロバキア分離以降はじめて代議院で全議席を失った。一方、選挙前に主要野党の一角を占めていた海賊党は勢力を大幅に落とし、4議席を得るに留まった。その後、11月28日にフィアラが新首相に指名され、12月17日に新内閣が発足した。